# Aloe wollastonii
Aloe wollastonii é uma espécie de liliopsida do gênero Aloe, pertencente à família Asphodelaceae.